# Bún đỏ

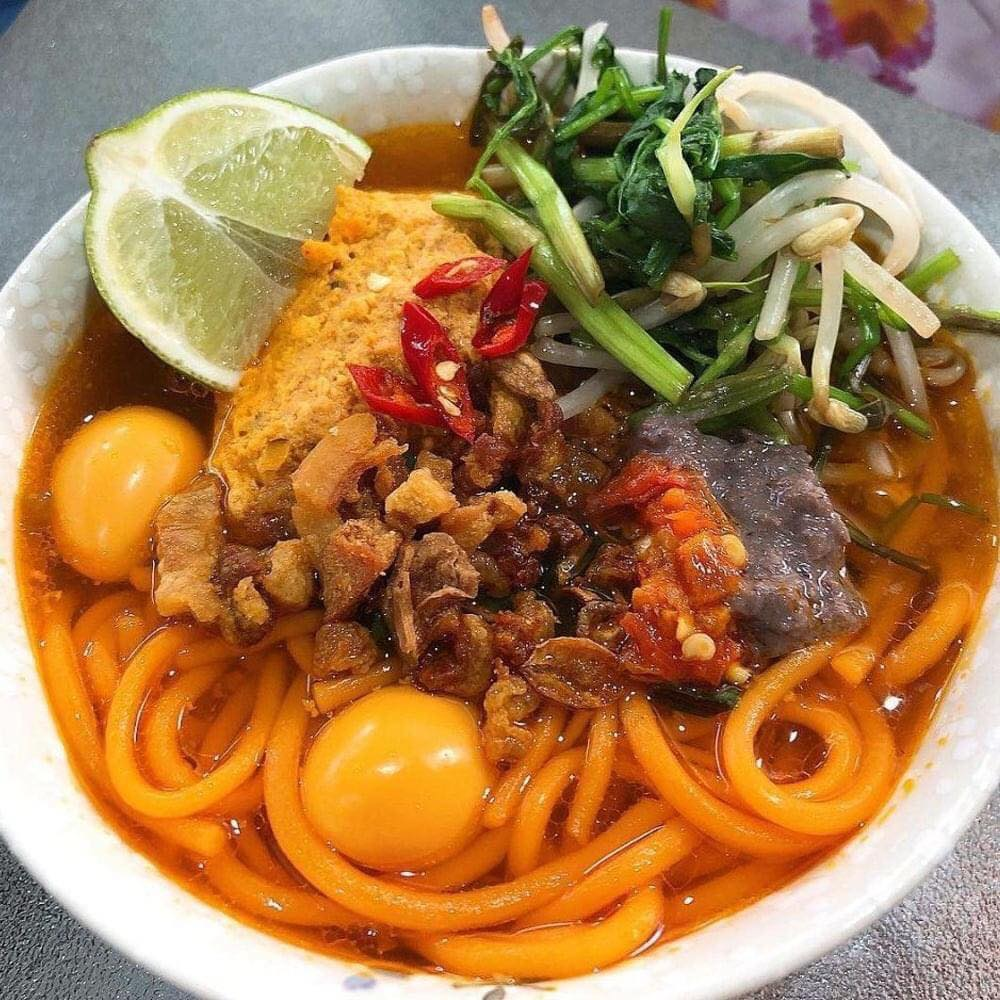
BÚN ĐỎ ĐẮK LẮK

Bún đỏ là một món ăn bình dân của người Đắk Lắk mang đậm hương vị Tây Nguyên. Người dân ở đây gọi món ăn này là bún đỏ bởi vì sợi bún có màu đỏ, dai cộng với nước bún đậm đà hòa quyện với nhau tạo nên sự khác biệt so với các món bún khác.

## Cách làm món bún đỏ

### Nguyên liệu
- Xương heo, thịt nạc xay
- Tôm khô, gạch tôm
- Bún sợi to
- Trứng vịt, trứng cút
- Rau cần, giá,cải cay, chanh
- Gia vị:hành, tỏi, ớt, hạt nêm, nước mắm ngon, mì chính, đường, tiêu, muối, màu điều.

Sơ chế
- Xương heo: rửa sạch, trần sơ, hầm lấy nước dùng
- Bún trụng với nước màu điều, vớt ra để ráo
- rau cần,giá,cải cay: rửa sạch, trần qua nước sôi
- Trứng cút: luộc,bóc vỏ sẵn
- Chanh: cắt miếng nhỏ

### Cách nấu
- Làm riêu thịt gồm thịt bằm, tôm, trứng vịt trộn đều nêm gia vị vừa ăn
- Xương mềm cho nhân vào nấu, đợi  riêu nổi lên mặt nước cho gạch tôm màu điều vào nêm vừa ăn
- Sau cùng cho bún và trứng cút vào

### Trình bày
- Múc bún ra tô cho nhân, trứng cút lên trên. Ăn kèm với rau cần, giá, cải cay, mắm tôm, chanh và ớt.